# Habropogon latifrons
Habropogon latifrons är en tvåvingeart som beskrevs av Friedrich Hermann Loew 1871. Habropogon latifrons ingår i släktet Habropogon och familjen rovflugor. Inga underarter finns listade i Catalogue of Life.